# Gilles II. Aycelin de Montaigut

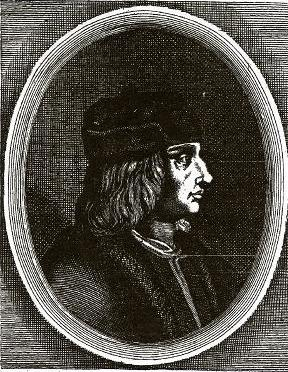
Gilles II. Aycelin de Montaigut

Gilles II. Aycelin de Montaigut († 5. Dezember 1378 in Avignon) war ein französischer Diplomat und Kardinal; er wurde allgemein Kardinal von Thérouanne genannt.

## Leben
Gilles II. Aycelin war der Großneffe von Gilles I. Aycelin de Montaigut und wie dieser Doktor des Kirchenrechts. Am 2. März 1356 wurde er Bischof von Thérouanne, im Konsistorium vom 17. September 1361 Kardinalpriester von Santi Silvestro e Martino ai Monti und 1368, nachdem er Papst Urban V. in Italien begleitet hatte, Kardinalbischof von Frascati.
In der politischen Auseinandersetzung, die der verlorenen Schlacht bei Maupertuis (19. September 1356), den Generalständen von 1357 und der Reformverordnung vom 3. März 1357 folgten, war er einer derjenigen, die mit der Absetzung und Bestrafung der untreuen königlichen Offiziere beauftragt waren.
Im gleichen Jahr wurde er Kanzler von Frankreich, zuerst in London (wo König Johann II. in Haft war), ab 1361 in Paris. 1360 nahm er an den Verhandlungen in Brétigny teil, danach (1364) an den französisch-navarresischen Aktivitäten bezüglich der Nachfolge in Burgund.
Papst Gregor XI. beauftragte ihn als Schlichter im Streit zwischen Peter IV. von Aragonien und dem Herzog Ludwig I. von Anjou um das Königreich Mallorca.
Er war an den Konklaven von 1362 (Wahl von Urban V.) und von 1370 (Gregor XI.) zugegen. Am Konklave vom April 1378 (Wahl von Urban VI.) und dem vom September 1378, das Clemens VII. zum Gegenpapst wählte, nahm er nicht teil, da er in Avignon weilte.